# To kvinder (film fra 2012)
|  | Denne artikel er oprettet af botten PalnaBot ud fra en ekstern database. Den kan derfor have sproglige fejl eller mangler. Denne skabelon kan fjernes efter kontrol af indholdet. |

 For alternative betydninger, se To kvinder. (Se også artikler, som begynder med To kvinder)
To kvinder er en kortfilm instrueret af Charlotte Brodthagen efter manuskript af Christian Bengtson.

## Handling
Stine og Mathilde er bedste veninder og skal tilbringe vinterferien sammen hos Stine. Deres venskab bliver sat på prøve, da Stine og Mathilde overskrider hinandens grænser ' måske endda uden at tænke over det.